# Dramma nelle Terrefonde
Dramma nelle Terrefonde o Laggiù nelle Terrefonde (Down in the Bottomlands) è un romanzo breve di fantascienza ucronica di Harry Turtledove e L. Sprague de Camp del 1993, vincitore del premio Hugo nel 1994.

## Trama
La storia è ambientata in una Terra alternativa nella quale, 6 milioni di anni fa, la deriva dei continenti ha determinato la chiusura dello stretto di Gibilterra. Separato dall'oceano Atlantico, il Mar Mediterraneo si è prosciugato lasciando una profonda e arida depressione. A causa delle differenze climatiche dovute alla mancanza del mare, l'evoluzione delle civiltà umane ha seguito un corso completamente diverso da quello reale: l'Europa è governata dalla Tirannia Ereditaria del Tartesh, le isole britanniche dal regno di Morgaff e il resto del mondo da una serie di nazioni immaginarie.
All'epoca in cui si svolge il romanzo, la depressione arida ed inospitale che si trova al posto del Mediterraneo viene chiamata Terrefonde ed è sotto la giurisdizione del Tartesh che lo ha dichiarato parco naturale per via della flora e fauna particolare che lo abitano. Il protagonista è Radnal vez Krobir, un ranger il cui lavoro consiste nel guidare comitive di turisti all'interno del parco. Dalla sua descrizione si intuisce che Radnal è un uomo di Neanderthal, specie che in questa Terra alternativa non si è estinta ma convive pacificamente con gli homo sapiens sapiens.
Nel gruppo di turisti che sta accompagnando è presente un cittadino del regno del Morgaff, nemico storico del Tartesh, tuttavia visto che fra i due regni è in vigore una precaria pace, nonostante l'istintivo sospetto, Radnal decide di considerare l'uomo un normale turista.
Durante una sosta per la notte, però, il morgaffiano viene ucciso e Radnal è costretto a far intervenire dalla capitale un Occhio e Orecchie del Tiranno Ereditario, la polizia speciale del regno.
Nel corso delle indagini Radnal si troverà coinvolto in un complotto internazionale e dovrà lottare per sventare una catastrofe che potrebbe distruggere completamente la sua nazione.

## Edizioni
- Harry Turtledove, Down in the Bottomlands, Analog n° 1/93, 1993.

- Harry Turtledove, Dramma nelle Terrefonde, traduzione di Viviana Viviani, collana Odissea Fantascienza n° 3, Delos Books, 2005,  p. 160, ISBN 88-89096-25-X.